# Приозёрное (Одесская область)
Приозёрное (română Cemașir; укр. Приозерне) — село, относится к Суворовской поселковой общине Измаильского района Одесской области Украины.
Население по переписи 2001 года составляло 1778 человек. Почтовый индекс — 68312. Телефонный код — 4843. Занимает площадь 2,09 км². Код КОАТУУ — 5122383401.

## История
В 1945 г. Указом ПВС УССР село Чомашир переименовано в Приозерное.

## Население и национальный состав
По данным переписи населения Украины 2001 года распределение населения по национальному составу было следующим (в % от общей численности населения):
По Приозерненскому сельскому совету: общее количество жителей — 1778 чел., из них молдаване (румыны) — 1711 чел. (96,23 %); болгар — 25 чел. (1,42 %); гагаузов — 14 чел. (0,79 %); украинцев — 12 чел. (0,67 %); русские — 8 чел. (0,45 %); другие — 8 чел (0,44 %).
По данным переписи населения Украины 2001 года распределение населения по родному языку было следующим (в % от общей численности населения):
По Приозерненскому сельскому совету: молдавский (румынский) — 93,42 %; русский — 2,25 %; украинский — 2,08 %; гагаузский — 0,96 %;  болгарский — 0,79 %; румынский — 0,11 %.